# 共混物
共混物（英語：Polymerblend或者Polyblend）是由两种或更多聚合物混合所形成的混合物。共混物的性质与其含有的聚合物相异。各聚合物在共混物中没有形成化学键。

## 共混物的熵
S=k *ln(Ω)
Ω是共混物的不同形态的可能性总数。k是玻尔兹曼常数。

## 共混物的兼容性
共混物最重要的性质之一就是不同的聚合物之间的兼容性。该兼容性与温度有关，温度越高，兼容性越高。
为提高聚合物间的兼容性，可以直接加入嵌段共聚物，接枝共聚物。